# Marco della Robbia
Marco Giovanni della Robbia (* 1468 in Florenz; † nach 1532) war ein italienischer Bildhauer und Dominikaner.
Marco della Robbia war der zweite Sohn des Bildhauers Andrea della Robbia und seiner Gattin Giovanna di Piero di Ser Lorenzo di Paolo. Er wurde von seinem Vater ausgebildet. Nach Abschluss der Lehre trat er bei den Dominikanern ein und nahm dort den Ordensnamen Mattia an. Als Dominikaner war er weiterhin künstlerisch tätig und führte eine Reihe von Arbeiten für verschiedene Kirchen aus. Er gehörte zur dritten Generation der bedeutenden florentinischen Künstlerfamilie. Seine Werke sind solide ausgeführt und stehen ganz in der Tradition der della Robbia-Werkstatt.

## Werke (Auswahl)
- Arcevia, San Medardo (Cappella del Sacramento)
  - Kruzifix. um 1520
- Berlin, Skulpturensammlung und Museum für Byzantinische Kunst
  - Maria mit dem Kinde und den Heiligen Johannes der Täufer und Hieronymus.
- Florenz, Museo Nazionale del Bargello
  - Maria mit dem Kinde (Madonna delle Grazie). (zugeschrieben) 1528
- Jesi, Museo Civico
  - Maria mit dem Kinde und vier Heiligen.
- Lucca, San Frediano
  - Die Verkündigung. (zugeschrieben)

## Quelle
- Paul Schubring: Lucca della Robbia und seine Familie. Bielefeld und Leipzig 1905.
- Robbia, Luca d’Andrea della. In: Hans Vollmer (Hrsg.): Allgemeines Lexikon der Bildenden Künstler von der Antike bis zur Gegenwart. Begründet von Ulrich Thieme und Felix Becker. Band 28: Ramsden–Rosa. E. A. Seemann, Leipzig 1934, S. 413–414 (biblos.pk.edu.pl).

1. ↑  Mehrere fremdsprachige Wikipedia geben ohne Quellen das Todesjahr 1534 an.

| Personendaten    | Personendaten                                     |
| ---------------- | ------------------------------------------------- |
| NAME             | Robbia, Marco della                               |
| ALTERNATIVNAMEN  | Robbia, Marco Giovanni della (vollständiger Name) |
| KURZBESCHREIBUNG | italienischer Bildhauer und Dominikaner           |
| GEBURTSDATUM     | 1468                                              |
| GEBURTSORT       | Florenz                                           |
| STERBEDATUM      | nach 1532                                         |